# Karwice (powiat sławieński)
Karwice (niem. Karwitz) – wieś w Polsce położona w województwie zachodniopomorskim, w powiecie sławieńskim, w gminie Malechowo przy skrzyżowaniu drogi krajowej nr 6 z drogą krajową nr 37.
W latach 1975–1998 miejscowość administracyjnie należała do województwa koszalińskiego.
Karwice są położone przy linii kolejowej 202 Gdańsk-Stargard (stacja kolejowa Karwice).
W miejscowości działało Państwowe Gospodarstwo Rolne Karwice.
Inne miejscowości o nazwie Karwice: Karwice

## Historia
W 1852 roku we wsi urodził się Franz Pieper († 1931), teolog luterański działający w Stanach Zjednoczonych.

## Zabytki
- park pałacowy, pozostałość po  pałacu[6].

## Demografia
Struktura demograficzna mieszkańców Karwic na przestrzeni lat.